# KF Drita
KF Drita (albanisch kurz für Klubi Futbollistik Drita) ist ein Fußballverein aus der Stadt Gjilan im Kosovo. Der Verein spielt seit dem Aufstieg 2011 wieder in der höchsten Liga Kosovos, der Albi Mall Superliga. Lokalrivale ist der KF Gjilani.

## Geschichte
Der Fußballverein mit dem Beinamen Drita (albanisch für „Licht“) wurde 1947 von albanischen Bürgern der Stadt Gjilan gegründet. In seiner Anfangszeit rivalisierte der albanisch dominierte Fußballverein mit dem ebenfalls in Gjilan ansässigen, kommunistisch geprägten FK Crvena zvezda Gnjilane. 1952 wurde KF Drita vom serbischen Regime aufgelöst und die Spieler traten zum nunmehr multiethnischen FK Crvena zvezda Gnjilane über.
Ende der 1970er-Jahre wurde KF Drita wiederbelebt und nahm von nun an auch an kosovarischen Ligaspielen teil. 2020 & 2025 gewann man den Meistertitel der IPKO Superliga 2019/20, 2024/25

## Europapokalbilanz
| Saison  | Wettbewerb                    | Runde                  | Gegner                | Gesamt | Hin                        | Rück                       |
| ------- | ----------------------------- | ---------------------- | --------------------- | ------ | -------------------------- | -------------------------- |
| 2018/19 | UEFA Champions League         | Vorrunde Halbfinale    | FC Santa Coloma       | 2:0    | 2:0 n. V. in Gibraltar (N) | 2:0 n. V. in Gibraltar (N) |
| 2018/19 | UEFA Champions League         | Vorrunde Finale        | Lincoln Red Imps FC   | 4:1    | 4:1 n. V. in Gibraltar (N) | 4:1 n. V. in Gibraltar (N) |
| 2018/19 | UEFA Champions League         | 1. Qualifikationsrunde | Malmö FF              | 0:5    | 0:3 (H)                    | 0:2 (A)                    |
| 2018/19 | UEFA Europa League            | 2. Qualifikationsrunde | F91 Düdelingen        | 2:3    | 1:2 (A)                    | 1:1 (H)                    |
| 2020/21 | UEFA Champions League         | Vorquali. Halbfinale   | Inter Club d’Escaldes | 2:1    | 2:1 in Nyon (N)            | 2:1 in Nyon (N)            |
| 2020/21 | UEFA Champions League         | Vorquali. Finale       | Linfield FC           | 1      | kampflos für Linfield      | kampflos für Linfield      |
| 2020/21 | UEFA Europa League            | 2. Qualifikationsrunde | Sileks Kratovo        | 2:0    | 2:0 (A)                    | 2:0 (A)                    |
| 2020/21 | UEFA Europa League            | 3. Qualifikationsrunde | Legia Warschau        | 0:2    | 0:2 (A)                    | 0:2 (A)                    |
| 2021/22 | UEFA Europa Conference League | 1. Qualifikationsrunde | FK Dečić Tuzi         | 3:1    | 2:1 (H)                    | 1:0 (A)                    |
| 2021/22 | UEFA Europa Conference League | 2. Qualifikationsrunde | Feyenoord Rotterdam   | 2:3    | 0:0 (H)                    | 2:3 (A)                    |
| 2022/23 | UEFA Europa Conference League | 1. Qualifikationsrunde | Inter Turku           | 3:1    | 0:1 (A)                    | 3:0 (H)                    |
| 2022/23 | UEFA Europa Conference League | 2. Qualifikationsrunde | Royal Antwerpen       | 0:2    | 0:0 (A)                    | 0:2 (H)                    |
| 2023/24 | UEFA Europa Conference League | 2. Qualifikationsrunde | Viktoria Pilsen       | 1:2    | 0:0 (A)                    | 1:2 (H)                    |
| 2024/25 | UEFA Conference League        | 2. Qualifikationsrunde | Breiðablik Kópavogur  | 3:1    | 2:1 (A)                    | 1:0 (H)                    |
| 2024/25 | UEFA Conference League        | 3. Qualifikationsrunde | FK Auda               | 3:2    | 0:1 (A)                    | 3:1 n. V. (H)              |
| 2024/25 | UEFA Conference League        | Play-offs              | Legia Warschau        | 0:3    | 0:2 (A)                    | 0:1 (H)                    |
| 2025/26 | UEFA Champions League         | 1. Qualifikationsrunde | FC Differdingen 03    | 4:2    | 1:0 (H)                    | 3:2 (A)                    |
| 2025/26 | UEFA Champions League         | 2. Qualifikationsrunde | FC Kopenhagen         | 0:3    | 0:2 (A)                    | 0:1 (H)                    |
| 2025/26 | UEFA Europa League            | 3. Qualifikationsrunde | FCSB Bukarest         | 3:6    | 2:3 (A)                    | 1:3 (H)                    |
| 2025/26 | UEFA Conference League        | Play-offs              | FC Differdingen 03    | -:-    | -:- (H)                    | -:- (A)                    |

Gesamtbilanz: 30 Spiele, 11 Siege, 4 Unentschieden, 15 Niederlagen, 33:38 Tore (Tordifferenz −5)